# Europese kampioenschappen veldlopen 2007
De 14e editie van de Europese kampioenschappen veldlopen vond op 9 december 2007 plaats in de Spaanse plaats Toro.

## Uitslagen

### Mannen Senioren
| Plaats | Atleet               | Land      | Tijd (min.s) |
| ------ | -------------------- | --------- | ------------ |
|        | Serhij Lebid         | Oekraïne  | 31.47        |
|        | Mustafa Mohamed      | Zweden    | 31.56        |
|        | Rui Silva            | Portugal  | 31.58        |
| 4      | Erik Sjöqvist        | Zweden    | 32.00        |
| 5      | José Manuel Martínez | Spanje    | 32.04        |
| 6      | Jesús España         | Spanje    | 32.05        |
| 7      | Martin Fagan         | Ierland   | 32.06        |
| 8      | El Hassan Lahssini   | Frankrijk | 32.08        |
| 9      | Ricardo Ribas        | Portugal  | 32.10        |
| 10     | José Rios            | Spanje    | 32.12        |

| Plaats | Land                                                                   | Punten                |
| ------ | ---------------------------------------------------------------------- | --------------------- |
|        | Spanje José Manuel Martínez Jesús España José Rios Alberto García      | 5 + 6 + 10 + 12 = 33  |
|        | Portugal Rui Silva Ricardo Ribas José Rocha Leão Carvalho              | 3 + 9 + 24 + 28 = 64  |
|        | Frankrijk El Hassan Lahssini Mokhtar Benhari Simon Munyutu Irba Lakhal | 8 + 15 + 20 + 32 = 75 |

### Vrouwen Senioren
| Plaats | Atleet                    | Land                | Tijd (min.s) |
| ------ | ------------------------- | ------------------- | ------------ |
|        | Marta Domínguez           | Spanje              | 26.58        |
|        | Julie Coulaud             | Frankrijk           | 27.01        |
|        | Rosa María Morató         | Spanje              | 27.04        |
| 4      | Maria Konovalova          | Rusland             | 27.07        |
| 5      | Anikó Kálovics            | Hongarije           | 27.10        |
| 6      | Kate Reed                 | Verenigd Koninkrijk | 27.11        |
| 7      | Fionnuala McCormack       | Ierland             | 27.20        |
| 8      | Saadia Bourgailh-Haddioui | Frankrijk           | 27.25        |
| 9      | Hayley Yelling-Higham     | Verenigd Koninkrijk | 27.28        |
| 10     | Liz Yelling               | Verenigd Koninkrijk | 27.31        |

| Plaats | Land                                                                                | Punten                 |
| ------ | ----------------------------------------------------------------------------------- | ---------------------- |
|        | Spanje Marta Domínguez Rosa María Morató Iris María Fuentes-Pila Alessandra Aguilar | 1 + 3 + 12 + 17 = 33   |
|        | Verenigd Koninkrijk Kate Reed Hayley Yelling-Higham Liz Yelling Helen Clitheroe     | 6 + 9 + 10 + 22 = 47   |
|        | Portugal Jessica Augusto Mónica Rosa Fernanda Ribeiro Ana Dias                      | 11 + 14 + 19 + 25 = 69 |

### Mannen onder 23
| Plaats | Atleet              | Land                | Tijd (min.s) |
| ------ | ------------------- | ------------------- | ------------ |
|        | Kemal Koyuncu       | Turkije             | 24.31        |
|        | Yevgeniy Rybakov    | Rusland             | 24.33        |
|        | Andy Vernon         | Verenigd Koninkrijk | 24.35        |
| 4      | Andrea Lalli        | Italië              | 24.43        |
| 5      | Stefano La Rosa     | Italië              | 24.44        |
| 6      | Stsiapan Rahautsou  | Wit-Rusland         | 24.45        |
| 7      | Artur Kozłowski     | Polen               | 24.45        |
| 8      | Łukasz Parszczyński | Polen               | 24.46        |
| 9      | Anatoliy Rybakov    | Rusland             | 24.50        |
| 10     | Andrew Ledwith      | Ierland             | 24.52        |

| Plaats | Land                                                                               | Punten                |
| ------ | ---------------------------------------------------------------------------------- | --------------------- |
|        | Verenigd Koninkrijk Andrew Ledwith Andy Baker yan McLeod Tom Lancashire            | 3 + 12 + 18 + 19 = 52 |
|        | Polen Artur Kozłowski Łukasz Parszczyński Arkadiusz Gardzielewski Radosław Kłeczek | 7 + 8 + 14 + 23 = 52  |
| 65     | Rusland Yevgeniy Rybakov Anatoliy Rybakov Konstantin Vasilyev Stepan Kiselev       | 2 + 9 + 26 + 28 = 65  |

### Vrouwen onder 23
| Plaats | Atleet             | Land                | Tijd (min.s) |
| ------ | ------------------ | ------------------- | ------------ |
|        | Ancuţa Bobocel     | Roemenië            | 22.35        |
|        | Adriënne Herzog    | Nederland           | 22.37        |
|        | Katarzyna Kowalska | Polen               | 22.44        |
| 4      | Tatyana Shutova    | Rusland             | 22.52        |
| 5      | Felicity Milton    | Verenigd Koninkrijk | 23.02        |
| 6      | Linda Byrne        | Ierland             | 23.04        |
| 7      | Marta Romo         | Spanje              | 23.05        |
| 8      | Katrina Wootton    | Verenigd Koninkrijk | 23.08        |
| 9      | Alina Prokopyeva   | Rusland             | 23.10        |
| 10     | Natalya Starkova   | Rusland             | 23.17        |

| Plaats | Land                                                                                 | Punten                |
| ------ | ------------------------------------------------------------------------------------ | --------------------- |
|        | Verenigd Koninkrijk Felicity Milton Katrina Wootton Katherine Sparke                 | 5 + 8 + 16 + 18 = 47  |
|        | Rusland Tatyana Shutova Alina Prokopyeva Natalya Starkova Irina Sergeyeva            | 4 + 9 + 10 + 32 = 55  |
|        | Polen Katarzyna Kowalska Dominika Nowakowska Marta Wojtkuńska Agnieszka Mierzejewska | 3 + 12 + 17 + 26 = 58 |

### Mannen Junioren
| Plaats | Atleet               | Land                | Tijd (min.s) |
| ------ | -------------------- | ------------------- | ------------ |
|        | Mourad Amdouni       | Frankrijk           | 20.08        |
|        | Florian Carvalho     | Frankrijk           | 20.11        |
|        | Dmytro Lashyn        | Oekraïne            | 20.16        |
| 4      | David Forrester      | Verenigd Koninkrijk | 20.21        |
| 5      | Lee Carey            | Verenigd Koninkrijk | 20.22        |
| 6      | Sondre Nordstad Moen | Noorwegen           | 20.23        |
| 7      | Mohamed Elbendir     | Spanje              | 20.24        |
| 8      | Hassan Chahdi        | Frankrijk           | 20.25        |
| 9      | David McCarthy       | Ierland             | 20.30        |
| 10     | Tiago Costa          | Portugal            | 20.33        |

| Plaats | Land                                                                     | Punten                 |
| ------ | ------------------------------------------------------------------------ | ---------------------- |
|        | Frankrijk Mourad Amdouni Florian Carvalho Hassan Chahdi Younes El Haddad | 1 + 2 + 8 + 18 = 29    |
|        | Verenigd Koninkrijk David Forrester Lee Carey Ben Lindsay Mitch Goose    | 4 + 5 + 12 + 27 = 48   |
|        | Duitsland Alexander Hahn Florian Orth Rico Schwarz Thorsten Baumeister   | 11 + 13 + 14 + 19 = 57 |

### Vrouwen Junioren
| Plaats | Atleet                  | Land                | Tijd (min.s) |
| ------ | ----------------------- | ------------------- | ------------ |
|        | Stephanie Twell         | Verenigd Koninkrijk | 14.12        |
|        | Danuta Cieślak          | Polen               | 14.21        |
|        | Charlotte Purdue        | Verenigd Koninkrijk | 14.22        |
| 4      | Charlotte Roach         | Verenigd Koninkrijk | 14.27        |
| 5      | Olha Skrypak            | Oekraïne            | 14.28        |
| 6      | Emily Pidgeon           | Verenigd Koninkrijk | 14.31        |
| 7      | Joana Costa             | Portugal            | 14.32        |
| 8      | Joanne Harvey           | Verenigd Koninkrijk | 14.32        |
| 9      | Kristine Eikrem Engeset | Noorwegen           | 14.34        |
| 10     | Marina Gordeyeva        | Rusland             | 14.39        |

| Plaats | Land                                                                                 | Punten                 |
| ------ | ------------------------------------------------------------------------------------ | ---------------------- |
|        | Verenigd Koninkrijk Stephanie Twell Charlotte Purdue Charlotte Roach Emily Pidgeon   | 1 + 3 + 4 + 6 = 14     |
|        | Rusland Marina Gordeyeva Alfiya Muryasova Natalya Novichkova Yekaterina Ishova       | 10 + 11 + 13 + 16 = 50 |
|        | Oekraïne Olha Skrypak Viktoriya Pohoryelska Lyudmila Liakhovich Kovalenko Anna Mihel | 5 + 12 + 19 + 21 = 57  |